# Лурдусами, Дурайсами Симон
Дурайсами Симон Лурдусами (англ. Duraisamy Simon Lourdusamy; 5 февраля 1924, Каллери — 2 июня 2014, Рим) — индийский куриальный кардинал. Титулярный епископ Созусы ди Ливии и вспомогательный епископ Бангалора с 2 июля 1962 по 9 ноября 1964. Титулярный архиепископ Филиппи и коадъютор, с правом наследования, Бангалора с 9 ноября 1964 по 11 января 1968. Архиепископ Бангалора с 11 января 1968 по 30 апреля 1971. Секретарь-адъюнкт Священной Конгрегации Евангелизации Народов со 2 марта 1971 по 26 февраля 1973. Секретарь Священной Конгрегации Евангелизации Народов, председатель Папской Миссионерской работы и великий вице-канцлер Папского Урбанианского университета с 26 февраля 1973 по 30 октября 1985. Префект Конгрегации по делам Восточных церквей с 30 октября 1985 по 24 мая 1991. Кардинал-дьякон с титулярной диаконией Санта-Мария-делле-Грацие-алле-Форначи-фуори-Порта-Кавалледжери с 25 мая 1985 по 29 января 1996. Кардинал-протодьякон с 5 апреля 1993 по 29 января 1996. Кардинал-священник с титулом церкви pro hac vice Санта-Мария-делле-Грацие-алле-Форначи-фуори-Порта-Кавалледжери с 29 января 1996.